# Jorge Martín Salinas
Jorge Martín Ramón Salinas (n. Pirayú, Paraguay, 6 de mayo de 1992) es un futbolista paraguayo. Juega de mediocampista y su club actual es el Sportivo San Lorenzo de la Primera División de Paraguay.

## Trayectoria
En septiembre de 2009, se unió al club de Eslovaquia FK AS Trenčín. En marzo de 2010, el talentoso Jorge Salinas se fue a pruebas por 4 días al Chelsea de Inglaterra en mayo de 2010 jugoante  el  AFC Ajax  de Holanda junto con su compañero de equipo Fanendo Adi de FK AS Trenčín. pero finalmente no quedó en el Chelsea y volvió a su club FK AS Trenčín.
En el 2012 firmó por dos temporadas con el club de Polonia el Legia de Varsovia pero solo jugo una temporada en el club Polaco.
El 20 de diciembre de 2013, se anunció que Salinas se había unido a  3 de Febrero para el Torneo Apertura 2014 (Paraguay), y el 4 de enero de 2014 se informó de que el jugador fue uno de nueve de los nuevos fichajes del club para la temporada 2014. 
El 17 de diciembre de 2014, se informó de que Salinas había firmado con Olimpia de Asunción para el Torneo Apertura 2015 (Paraguay). Tras rescindir su cesión de préstamo con Olimpia en junio del 2016 y terminado su contrato con el Legia de Varsovia queda como jugador libre y el 1 de julio de 2016 firma con Sportivo Luqueño por una temporada.

## Clubes
| Club              | País       | Año       |
| ----------------- | ---------- | --------- |
| Libertad          | Paraguay   | 2005–2008 |
| AS Trenčín        | Eslovaquia | 2009–2012 |
| Legia de Varsovia | Polonia    | 2012–2013 |
| 3 de Febrero      | Paraguay   | 2014      |
| Olimpia           | Paraguay   | 2015–2016 |
| Sportivo Luqueño  | Paraguay   | 2016      |
| JEF United        | Japón      | 2017–2018 |
| Club River Plate  | Paraguay   | 2019      |

## Estadísticas
Actualizado el 30 de agosto de 2015.
| AS Trenčín · Eslovaquia |               |               |     |    |   |   |   |    |     |    |
| 2ª | 2009/10       | 16            | 7   | 2  | 0 | - | - | 18 | 7   |    |
| 2ª | 2010/11       | 20            | 5   | 0  | 0 | - | - | 20 | 5   |    |
| 1ª | 2011/12       | 30            | 2   | 2  | 1 | - | - | 32 | 3   |    |
| Total club | Total club    | 66            | 14  | 4  | 1 | 0 | 0 | 70 | 15  |    |
| Legia de Varsovia · Polonia |               |               |     |    |   |   |   |    |     |    |
| 1ª | 2012/13       | 13            | 0   | 2  | 1 | 1 | 0 | 16 | 1   |    |
| Total club | Total club    | 13            | 0   | 2  | 1 | 1 | 1 | 16 | 1   |    |
| 3 de Febrero Paraguay |               |               |     |    |   |   |   |    |     |    |
| 1ª | 2014          | 25            | 3   | -  | - | - | - | 25 | 3   |    |
| Total club | Total club    | 25            | 3   | 0  | 0 | 0 | 0 | 25 | 3   |    |
| Olimpia Paraguay |               |               |     |    |   |   |   |    |     |    |
| 1ª | 2015          | 22            | 2   | -  | - | 0 | 0 | 22 | 2   |    |
| Total club | Total club    | 22            | 2   | 0  | 0 | 0 | 0 | 22 | 2   |    |
| Total carrera | Total carrera | Total carrera | 126 | 19 | 6 | 2 | 1 | 0  | 133 | 20 |
| (1)Incluye datos de la Copa de Eslovaquia;Copa de Polonia y la Supercopa polaca de fútbol (2)Incluye datos de la Liga de Campeones de la UEFA |               |               |     |    |   |   |   |    |     |    |

## Palmarés

### Campeonatos nacionales
| Título          | Club              | País     | Año       |
| --------------- | ----------------- | -------- | --------- |
| Copa de Polonia | Legia de Varsovia | Polonia  | 2012-2013 |
| Ekstraklasa     | Legia de Varsovia | Polonia  | 2012-2013 |
| Torneo Clausura | Olimpia           | Paraguay | 2015      |